# Drino gilva
Drino gilva là một loài ruồi trong họ Tachinidae.